# Hans Lagerwall
Hans Lagerwall (1. března 1941 Göteborg, Švédsko 5. října 2022) byl švédský sportovní šermíř, který kombinoval šerm kordem a fleretem. Švédsko reprezentoval na přelomu padesátých a šedesátých let. Na olympijských hrách startoval v roce 1960 a 1964 v soutěži jednotlivců a družstev v šermu kordem a v roce 1960 v soutěži jednotlivců v šermu fleretem. V roce 1961 obsadil na mistrovství světa v soutěži jednotlivců druhé místo v šermu kordem. Se švédským družstvem kordistů vybojoval v roce 1962 druhé a v roce 1961 a 1966 třetí místo na mistrovství světa.